# Pascual Somma
Pascual Somma (Montevideo, Uruguay, 7 de febrero de 1896 — 1930) fue un futbolista uruguayo que jugaba en la posición de delantero. Ocho veces campeón uruguayo con el Club Nacional de Football y cuatro veces campeón de América con la Selección de fútbol de Uruguay.

## Selección nacional
Fue internacional con la Selección de fútbol de Uruguay desde 1911 hasta 1924 disputando un total de 41 partidos.

### Participaciones en Juegos Olímpicos[2]
| Juegos                | Sede  | Resultado | Partidos | Goles |
| --------------------- | ----- | --------- | -------- | ----- |
| Juegos Olímpicos 1924 | París | Campeón   | 0        | 0     |

### Participaciones en Copa América
| Copa              | Sede      | Resultado  | Partidos | Goles |
| ----------------- | --------- | ---------- | -------- | ----- |
| Copa América 1916 | Argentina | Campeón    | 3        | 0     |
| Copa América 1917 | Uruguay   | Campeón    | 3        | 0     |
| Copa América 1919 | Brasil    | Subcampeón | 0        | 0     |
| Copa América 1920 | Chile     | Campeón    | 3        | 0     |
| Copa América 1921 | Argentina | 3° puesto  | 3        | 0     |
| Copa América 1922 | Brasil    | 3° puesto  | 4        | 0     |
| Copa América 1923 | Uruguay   | Campeón    | 3        | 1     |

## Clubes
| Equipo   | País    | Periodo   |
| -------- | ------- | --------- |
| Nacional | Uruguay | 1911      |
| Nacional | Uruguay | 1915—1924 |
| Defensor | Uruguay | 1924      |
| Nacional | Uruguay | 1927      |

## Palmarés

### Campeonatos nacionales
| Título                  | Club     | País    | Año  |
| ----------------------- | -------- | ------- | ---- |
| Campeonato Uruguayo     | Nacional | Uruguay | 1915 |
| Copa de Honor           | Nacional | Uruguay | 1915 |
| Copa Competencia        | Nacional | Uruguay | 1915 |
| Campeonato Uruguayo (2) | Nacional | Uruguay | 1916 |
| Copa de Honor (2)       | Nacional | Uruguay | 1916 |
| Campeonato Uruguayo (3) | Nacional | Uruguay | 1917 |
| Copa de Honor (3)       | Nacional | Uruguay | 1917 |
| Campeonato Uruguayo (4) | Nacional | Uruguay | 1919 |
| Copa Competencia (2)    | Nacional | Uruguay | 1919 |
| Copa Albion             | Nacional | Uruguay | 1919 |
| Campeonato Uruguayo (5) | Nacional | Uruguay | 1920 |
| Copa León Peyrou        | Nacional | Uruguay | 1920 |
| Copa Competencia (3)    | Nacional | Uruguay | 1921 |
| Copa León Peyrou (2)    | Nacional | Uruguay | 1921 |
| Campeonato Uruguayo (6) | Nacional | Uruguay | 1922 |
| Copa León Peyrou (3)    | Nacional | Uruguay | 1922 |
| Campeonato Uruguayo (7) | Nacional | Uruguay | 1923 |
| Copa Competencia (4)    | Nacional | Uruguay | 1923 |
| Campeonato Uruguayo (8) | Nacional | Uruguay | 1924 |

### Copas internacionales (12)
| Título                      | Equipo             | Año  |
| --------------------------- | ------------------ | ---- |
| Copa de Honor Cousenier     | Nacional           | 1915 |
| Cup Tie Competition         | Nacional           | 1915 |
| Copa América                | Selección uruguaya | 1916 |
| Copa de Honor Cousenier (2) | Nacional           | 1916 |
| Copa Aldao                  | Nacional           | 1916 |
| Copa América (2)            | Selección uruguaya | 1917 |
| Copa de Honor Cousenier (3) | Nacional           | 1917 |
| Copa Aldao (2)              | Nacional           | 1919 |
| Copa América (3)            | Selección uruguaya | 1920 |
| Copa Aldao (3)              | Nacional           | 1920 |
| Copa América (4)            | Selección uruguaya | 1923 |
| Oro en los Juegos Olímpicos | Selección uruguaya | 1924 |